# Naïma
Naïma (en àrab النعيمة, an-Naʿīma; en amazic ⵏⵄⵉⵎⴰ, Neima) és un municipi de la prefectura d'Oujda-Angad, a la regió de L'Oriental, al Marroc. Segons el cens de 2014 tenia una població total de 1.088 persones. Es troba a 34 km d'Oujda i a 30 km d'El Aioun Sidi Mellouk.